# Kamta Rajaula
Kamta Rajaula fou un petit estat tributari protegit, un dels jagirs Chaubis de l'agència de Bundelkhand (temporalment part de la de Baghelkhand) a l'Índia central amb una superfície de 10,5 km² (1881) o de 34 km² (1901) i una població el 1881 de 1.543 habitants i el 1901 de 1.232, quasi tots hindús. Estava format per tres pobles i els ingressos s'estimaven en 300 lliures (abans de 1880) i 2.500 rupies (vers 1900). Kamta era un lloc de pelegrinatge i segons la llegenda un dels llocs on va estar Rama. El primer sobirà (1812) fou Rap Gopal Lai de la família vakil dels Chaubis de Kalinjar. Al darrer quart del segle XIX era sobirà Rao Bharat Prasad, hindú de casta kayasth; el 1892 va pujar al tron Rao Ram Prasad. La nissaga va rebre sanad autoritzant l'adopció el 1862. La capital era Rajaula a 25° 11′ N, 80° 51′ E / 25.183°N,80.850°E a uns 15 km de l'estació de Karwi, amb una població el 1901 de 211 jhabitants.

## Biblio
- Hunter, Sir William Wilson. The Imperial Gazetteer of India (en anglès).  Londres: Trübner & co., 1885.
- Princely States of India